# Turistická značená trasa 1434
 Turistická značená trasa 1434 je 4,5 km dlouhá modře značená turistická trasa Klubu českých turistů spojující Stupno s Vranovice.

## Průběh trasy
Trasa začíná ve Stupně u železničního přejezdu, kde se setkává se zeleně značenou trasou č. 3614. Další rozcestník stojí u železniční stanice. Cesta dále vede k přírodní památce Bašta, upomínce na již ukončenou těžbu uhlí na Radnicku. Trasa se zde napojuje na naučnou stezku Po stopách důlní činnosti na Břasku. Cesta prochází Kříšemi, konkrétně místními částmi Bašta a Doubravka. Za Doubravkou trasa míjí přírodní památku Kateřina, lom se stěnou z karbonských slepenců. Za Kateřinou se rozprostírá areál nevelkého zámečku Hochperk, vystavěného v 18. století uhlobaronem a průmyslníkem Antonínem Hochbergem z Hennersdorfu. Po jednom kilometru se cesta dostává k silnici, odkud lze přestoupit na autobus ze zastávky Břasy, Vranovice, u Martínků. Sto metrů od stanice autobusu stojí rozcestník Vranovice-Amerika, kde se modrá trasa větví. Pravá vede k rozhledně Na Vrších, levá vstupuje do přírodního parku Horní Berounku, kde v nejvyšším bodě trasy v blízkosti vrcholu Hovězák (466 m n. m.) míjí vranovický kamenný kruh. Po párset metrech končí napojením na žlutou turistickou trasu č. 6612 u rozcestníku Na Drážkách.